# Gare du Findel
La gare du Findel est une gare ferroviaire luxembourgeoise inachevée, située sous les parkings de l'aéroport de Luxembourg-Findel sur la commune de Niederanven, dans le canton de Luxembourg.

## Histoire
En 2003, la chambre des députés vote en faveur d'un projet lancé par le ministre des transports Henri Grethen (Gouvernement Juncker-Polfer) et poursuivi sous le gouvernement Juncker-Asselborn I par son successeur Lucien Lux, pour créer une gare ferroviaire desservant l'aéroport de Luxembourg-Findel dans le cadre d'un projet plus vaste de ligne ferroviaire desservant l'aéroport et le Kirchberg,,. 
Les travaux débutent en septembre 2008 mais sont arrêtés en 2009 par le ministre Claude Wiseler (Gouvernement Juncker-Asselborn II) alors que la gare et un long tunnel en sont à l'état de gros œuvre, en raison du coût total du projet de liaison ferroviaire entre la gare centrale, l'aéroport et Luxexpo estimé à 1,5 milliard d'euros,,. La ligne devait se débrancher de la ligne 3 au niveau de l'Iergäertchen et aurait été en correspondance avec le tram-train, lui-même abandonné à Luxexpo.
Cette structure aura coûté 35 millions d'euros. Le projet de la ligne nouvelle est reporté sine die en 2012.
En 2024, le ministère des transports, sollicité par un député de l'ADR, confirme que le projet de gare n'est plus à l'ordre du jour.
Le 2 mars 2025, c'est finalement le tramway de Luxembourg, héritier du projet avorté de tram-train, qui dessert l'aéroport mais en surface,.

## La structure
La gare inachevée est située sous la route devant le terminal A de l'aéroport et s'étend sur deux niveaux. Elle est utilisée comme parking privé.

## Projets de réutilisation
Vers le milieu des années 2010, divers projets de réutilisation ont été évoqués dont, en 2016, un projet, alors envisagé à l'horizon 2021, d'y établir des commerces au niveau supérieur et un centre de données informatiques en dessous dans l'optique d'accueillir les serveurs du Centre européen pour les prévisions météorologiques à moyen terme, qui seront finalement implantés à Bologne, le site luxembourgeois s'étant avérés trop petit,,.
En 2014, le promoteur immobilier Steve Krack propose au gouvernement d'y installer un hôtel.
D'autres idées, comme la transformation en parking souterrain ouvert au public ou encore comme terminus du tramway, ont été évoquées.
La réutilisation de la gare inachevée s'inscrit dans le projet plus global « Airport City » incluant un centre d'affaires comportant un hôtel (le Skypark Busines Center) à côté du terminal,.